# Quadrimaera quadrimana
Quadrimaera quadrimana är en kräftdjursart som först beskrevs av James Dwight Dana 1853.  Quadrimaera quadrimana ingår i släktet Quadrimaera och familjen Melitidae. Inga underarter finns listade i Catalogue of Life.